# Domaine de Yatabe
Le domaine de Yatabe (谷田部藩, Yatabe-han) est un fief féodal japonais de l'époque d'Edo situé dans la province de Hitachi (actuelle préfecture d'Ibaraki). Il était dirigé à partir du jin'ya de Yatabe dans l'actuelle ville de Tsukuba par une branche cadette du clan Hosokawa pendant toute son existence.

## Histoire
Hosokawa Okimoto est le second fils de Hosokawa Fujitaka, un important vassal des shoguns Ashikaga. Il est récompensé par la province de Tango par Oda Nobunaga, et son fils aîné, Hosokawa Tadaoki, est l'un des principaux généraux de l'époque Sengoku et un proche allié de Tokugawa Ieyasu. Après la bataille de Sekigahara, Hosokawa Okimoto est récompensé par un fief mineur de 10 000 koku dans la province de Shimotsuke (domaine de Motegi). Ce n'est seulement qu'un dixième de la taille du grand domaine à Kyūshū que reçoit son frère aîné avec lequel il est en conflit. En 1616, pour sa participation au siège d'Osaka, Okimoto est récompensé par un ajout de 6 200 koku dans la province de Hitachi. Il transfère son siège de Motegi à Yatabe, et cela marque la création du domaine de Yatabe. Le fief est principalement composé de terres ingrates pour l'agriculture et, dès ses débuts, le domaine a des difficultés financières et subit de fréquentes famines. Toutes les demandes d'aide au riche domaine de Kumamoto que dirige son frère et ses descendants sont ignorées.
Malgré ses problèmes, cette branche du clan Hosokawa dirige Yatabe jusqu'à la restauration de Meiji. L'année 1660 sous le règne de Hosokawa Okitaka est particulièrement difficile, avec de très fortes pluies qui produisent des inondations, de faibles récoltes, et des cas de peste, en plus d'un incendie qui détruit la résidence du domaine à Edo. L'année 1830 est également très difficile. Le domaine s'est lourdement endetté depuis 1834 et n'arrive plus à rembourser. L'augmentation des taxes provoque des révoltes paysannes, et la population décroit rapidement à partir de 1835 pour finir à moins de la moitié de son ancien niveau, ce qui provoque un manque de main-d'œuvre pour les travaux des champs. Le 8e daimyo, Hosokawa Okitatsu, étudie les travaux de Ninomiya Sontoku pour tenter désespérément d'améliorer la situation. Cependant, ses efforts de réformes radicales rencontrent une forte résistance. Le shogunat est forcé d'intervenir et ordonne au domaine de Kumamoto d'aider Yatabe à empêcher la faillite. Cette situation continue jusqu'à la fin du shogunat. Durant la guerre de Boshin, le domaine est l'un des premiers partisans de la cause impériale et envoie des troupes combattre à la bataille d'Aizu.
Le domaine avait une population de 13 425 personnes réparties dans 2 605 foyers selon un recensement de 1869, parmi lesquelles 448 personnes réparties dans 107 foyers étaient classées comme samouraïs.

## Possessions à la fin de l'époque d'Edo
Comme la plupart des domaines japonais, Yatabe est composé de plusieurs territoires discontinus dont la valeur kokudaka est fondée sur une estimation périodique du potentiel agricole,.
- Province de Hitachi
  - 22 villages dans le district de Kawachi
  - 20 villages dans le district de Tsukuba
  - 1 village dans le district de Niihari
- Province de Shimotsuke
  - 27 villages dans le district de Haga

## Liste des daimyōs
| #                                | Nom                           | Règne     | Titre de courtoisie     | Rang de cour            | Kokudaka    |
| -------------------------------- | ----------------------------- | --------- | ----------------------- | ----------------------- | ----------- |
| Clan Hosokawa (tozama) 1616-1871 |                               |           |                         |                         |             |
| 1                                | Hosokawa Okimoto (細川 興元)  | 1616-1619 | Genba-no-kami (玄蕃頭)  | 5e inférieur (従五位下) | 16 200 koku |
| 2                                | Hosokawa Okimasa (細川 興昌)  | 1619-1643 | Genba-no-kami (玄蕃頭)  | 5e inférieur (従五位下) | 16 200 koku |
| 3                                | Hosokawa Okitaka (細川 興隆)  | 1643-1689 | Buzen-no-kami (豊前守)  | 5e inférieur (従五位下) | 16 200 koku |
| 4                                | Hosokawa Okinaga (細川 興栄)  | 1689-1728 | Nagato-no-kami (長門守) | 5e inférieur (従五位下) | 16 200 koku |
| 5                                | Hosokawa Okitora (細川 興虎)  | 1728-1737 | Genba-no-kami (玄蕃頭)  | 5e inférieur (従五位下) | 16 200 koku |
| 6                                | Hosokawa Okiharu (細川 興晴)  | 1737-1788 | Genba-no-kami (玄蕃頭)  | 5e inférieur (従五位下) | 16 200 koku |
| 7                                | Hosokawa Okinori (細川 興徳)  | 1788-1837 | Nagato-no-kami (長門守) | 5e inférieur (従五位下) | 16 200 koku |
| 8                                | Hosokawa Okitatsu (細川 興建) | 1837-1852 | Nagato-no-kami (長門守) | 5e inférieur (従五位下) | 16 200 koku |
| 9                                | Hosokawa Akitsura (細川 興貫) | 1852-1870 | Genba-no-kami (玄蕃頭)  | 5e inférieur (従五位下) | 16 200 koku |